# إديسون تشن
إديسون تشن (بالصينية: 陳冠希) هو كاتب أغاني ومنتج أسطوانات ومغني وممثل كندي وصيني، ولد في 7 أكتوبر 1980 بفانكوفر في كندا.

## أعمال

### أفلام
- (2000)  طيور
- (2002) شؤون جهنمية
- (2006) الحقد 2[6]
- (2008) فارس الظلام

## وصلات خارجية
- إديسون تشن على موقع IMDb (الإنجليزية)
- إديسون تشن على موقع ألو سيني (الفرنسية)
- إديسون تشن على موقع ميوزك برينز (الإنجليزية)
- إديسون تشن على موقع أول موفي (الإنجليزية)
- إديسون تشن على موقع قاعدة بيانات الأفلام السويدية (السويدية)
- إديسون تشن على موقع إن إن دي بي (الإنجليزية)
- إديسون تشن على موقع قاعدة بيانات الفيلم (الإنجليزية)
- إديسون تشن على موقع كينوبويسك (الروسية)